# Азизян, Ирина Атыковна
Ири́на Аты́ковна Азизя́н (9 апреля 1935, Москва — 22 июня 2009, Москва) — российский искусствовед, архитектор, живописец. Доктор искусствоведения, профессор, член Союза художников и Союза архитекторов России, почётный архитектор РФ, советник РААСН, эксперт Фонда К. С. Малевича, член правления Ассоциации искусствоведов.

## Биография
Окончила в 1960 году МАРХИ по специальности «архитектор» и аспирантуру МАРХИ по кафедре живописи. В 1968 году защитила кандидатскую диссертацию по теме «Проблемы композиционного единства пластических искусств в современном архитектурном ансамбле», в 1988 — докторскую диссертацию «Взаимодействие архитектуры с другими видами искусства».
С 1968 по 1989 год работала в МАРХИ — преподавала «Введение в архитектурное проектирование» (1968—1970) и живопись на кафедре живописи (1974—1989). С 1988 года возглавляла отдел теории архитектуры в НИИТАГ РААСН.
Сфера научных интересов — русский авангард, взаимодействие архитектуры и изобразительных искусств в культуре. Автор более 500 научных публикаций. В последние годы жизни работала над монографией о скульпторе и художнике Александре Архипенко, которая была издана посмертно.
Персональные художественные выставки в Москве в 1967, 1975, 1985, 1988, 1995, 2005 гг. Работы И. Азизян находятся в Музее Востока, Государственном музее архитектуры им. А. В. Щусева, Алупкинском дворце-музее, в частных собраниях в России (Москва, Санкт-Петербург), Армении (Ереван), Румынии, Испании, США. В 2015 году Азизян была представлена среди 9 живописцев Армении XX века на выставке «Храм мира» в Музее Востока.
Большая часть живописного наследия посвящена Армении и Крыму.

## Семья
- Отец — Атык Кегамович Азизян (наст. имя — Грагат Гегамович) (1899—1977), партийный деятель, доктор исторических наук, журналист, редактор отдела «Наука» газеты «Правда»[3].
- Сестра — Елена Атыковна Азизян (1931—1984), филолог, поэт[4][5].
- Муж — Юрий Константинович Карзанов (1932—2010) — архитектор, член Союза архитекторов (1963), 1967—1999 — главный специалист «Гипрогора» (Москва).

## Живопись Ирины Азизян
- Арени. Пейзаж с рисовым полем. 1965
- Красные листья. 1978
- Христорождественский собор. Введение во храм. Каргополь. 1988
- Красный дом. Гурзуф. 1988
- Киммерийский пейзаж. 1992
- Пинии на горке. Алупка. 2003
- Пьяная роща-1. Алупка. 2003
- Города Тосканы. Ассизи. 2004

- Ирина Атыковна Азизян: Каталог живописи и графики. 1958—2005. — М., 2005. — 500 экз. — 192с. Тексты Н.Степанян, Г.Ревзина, К.Миронова, Ю.Лидерман, И.Азизян.